# Supertouch
Supertouch ist eine US-amerikanische New-York-Hardcore-Band, die 1987 gegründet wurde, sich 1996 auflöste und seit 2010 wieder aktiv ist.

## Geschichte
Die Band wurde 1987 in Brooklyn gegründet und benannte sich nach einem Lied der Bad Brains. Die Gruppe hatte sich aus Death Before Dishonor entwickelt, eine Band um den Sänger Mark Ryan. Die Geburt von Supertouch fand statt, als der Gitarrist Jon Biviano hinzukam. Beiden kannten sich bereits von der Highschool. Weitere Bandmitglieder waren der Bassist Jimmy Yu und der Schlagzeuger Mike Judge. Daraufhin wurde der Song Searchin’ for the Light zu den Samplern New York City Hardcore 1987 – Together und New York City Hardcore - The Way It Is von Revelation Records beigetragen. 1989 schloss sich die Single What Did We Learn an, ehe 1990 über Revelation Records das Debütalbum The Earth Is Flat erschien. In diesem Jahr bestand die Band neben Ryan und Biviano aus dem Bassisten Joe Graziano und dem Schlagzeuger Andy Guida, wobei diese Besetzung bereits seit zwei Jahren so bestand. Zur Zeit der Veröffentlichung hielt die Gruppe Auftritte ab, unter anderem mit Fugazi. In den folgenden Jahren ging es auf mehrere Tourneen durch die USA und Europa, ehe es 1996 während der Aufnahmen zum zweiten Album zur Auflösung kam.
Nach einem Überraschungsauftritt im Jahr 2010 im Black N’ Blue Bowl in New York City, entschied sich die Band wieder permanent aktiv zu werden. Im selben Jahr erschien die EP Lost My Way. Die Songs hierfür waren bereits kurz nach den Aufnahmen zum Debütalbum geschrieben worden, wurde jedoch nun zum ersten Mal aufgenommen. Als Live-Album wurde 2011 ein Auftritt in der Crucual Chaos Radio Show des Senders WNYU aus dem Jahr 1988 veröffentlicht. Zudem ist die Veröffentlichung des bisher unveröffentlichten 1996er Albums Guide to the Stars. Neben Ryan und Biviano besteht die Besetzung aus dem Schlagzeuger Rich Edsell, der bereits in den 1990er Jahren mit Supertouch aktiv war und den Bassisten Dean Baltulonis, der auch in Ryans jetziger Band Foreign Islands spielt. Anfang 2011 ging es auf Tournee durch Europa, ehe Auftritte in den USA folgten.

## Stil
Matthias Mader stellte in seinem Buch New York Hardcore. The Way it Was… fest, dass sich die Band zwar um Abwechslungs bemüht, was jedoch oft durch den monotonen Gesang und an der dumpfen Produktion scheitere. Zudem sei die Musik „hölzerner West Coast HC mit leichter Rasta-Schlagseite“. Brian Cogan ordnete die Band in seiner Encyclopedia of Punk Music and Culture der Straight-Edge-Bewegung zu. Das ZAP Fanzine befand, dass die Band nicht nach typischem New York Hardcore klingt. Im Interview mit dem Fanzine gab Joe Graziano an, Fan von Hüsker Dü, Minor Threat und der Bad Brains zu sein. Mark Ryan habe sich durch die Dead Kennedys und Circle Jerks zum Hardcore Punk entschieden. Für die Band selbst sei The Who ein großer Einfluss gewesen. Ryan schreibe die Texte für die Band, in denen er persönliche Beobachtungen und Ansichten darlege. Er vermeide politische oder predigende Songs. Laut Ryan sind zwar drei Mitglieder der Band Vegetarier, jedoch niemand würde der Straight-Edge-Bewegung angehören. Auch Andreas Zengler vom Ox-Fanzine befand, dass es sich bei der Musik nicht um gewöhnlichen New York Hardcore handelt, man könne sie schon eher dem Rock oder Indie-Rock zuordnen. Im Interview mit ihm gab Ryan die Bands Scream, Marginal Man, Bad Brains, Minor Threat und die frühen Agnostic Front als Einflüsse an.

## Diskografie
- 1989: What Did We Learn (Single, Combined Effort Records)
- 1990: The Earth Is Flat (Album, Revelation Records)
- 2010: Lost My Way (EP, Reaper Records)
- 2011: Live on WNYU 1988 (Live-Album, Horror House Productions)